# Antonio Rüdiger
Antonio Rüdiger (Berlino, 3 marzo 1993) è un calciatore tedesco, difensore del Real Madrid e della nazionale tedesca, della quale è vice-capitano.

## Biografia
Nato da padre afro-tedesco e madre sierraleonese, è il fratellastro di Sahr Senesie, anch'egli calciatore. È cresciuto con la famiglia nel quartiere multietnico di Neukölln, nella periferia meridionale di Berlino, quartiere che lo ha formato e che, secondo le sue dichiarazioni, "gli scorre dentro".
Durante la sua carriera agonistica, ha subito in diverse occasioni degli abusi razzisti da parte della propria tifoseria e di quella avversaria.
Nel 2016, quando giocava per la Roma, al termine di un derby è stato vittima di dichiarazioni ingiuriose da parte del bosniaco Senad Lulić il quale venne poi multato e squalificato per 20 giorni. Ha sollecitato gli organi che governano lo sport ad adottare misure per contrastare il razzismo negli stadi.

## Caratteristiche tecniche
Giocatore duttile, gioca prevalentemente come difensore in una difesa a 3 o a 5, ma all'occorrenza può essere adattato in una difesa a 4 come con la Nazionale Tedesca. Nel Real Madrid di Carlo Ancelotti è stato impiegato sporadicamente come terzino sinistro, visti gli infortuni di Ferland Mendy e Fran Garcìa.
È caratterizzato da una spiccata capacità nei passaggi, un fisico dirompente e un ottimo tiro dalla distanza. Da notare anche la sua velocità: il 29 dicembre 2021, nell’incontro interno tra Chelsea e Brighton, ha toccato la velocità massima di 36.72 km/h.

## Carriera

### Club

#### Giovanili
Dopo aver giocato nel settore giovanile dell'Hertha Zehlendorf, nel 2008 passa al Borussia Dortmund, con cui gioca prima nella squadra Under-17 e successivamente nella squadra Under-19.

#### Stoccarda
Nel 2010 passa allo Stoccarda, con cui nella prima stagione gioca 17 partite nella squadra riserve, segnando anche un gol, ed una partita in Bundesliga. L'anno seguente viene riconfermato, e, dopo aver giocato 4 partite e segnato 2 gol con la squadra riserve, passa stabilmente in prima squadra, con cui gioca 16 partite di campionato ed anche 4 partite in Europa League. L'anno seguente gioca altre 2 partite nei preliminari di Europa League e 2 partite nella coppa stessa; segna inoltre 2 gol in 30 partite in Bundesliga.

#### Roma
Il 19 agosto 2015 la Roma ufficializza il suo ingaggio in prestito oneroso per la cifra totale di 4 milioni di euro con diritto di riscatto a 9 milioni, scegliendo di indossare la maglia numero 2. Il 12 settembre esordisce con la maglia giallorossa, giocando da titolare, nella vittoriosa trasferta contro il Frosinone conclusa per 2 a 0. Il successivo 16 settembre debutta in Champions League nella gara contro il Barcellona.
Dopo un inizio difficile il suo rendimento migliora affermandosi come titolare della retroguardia giallorossa, arrivando a segnare il suo primo gol con i capitolini il 9 gennaio 2016 nella partita casalinga contro il Milan (1-1). Si ripete l'8 maggio 2016 nella vittoria per 3-0 interna contro il Chievo, siglando il suo secondo gol in campionato con un colpo di testa che batte il portiere Albano Bizzarri. Il 30 maggio 2016 viene riscattato a fronte del versamento di 9,5 milioni di euro allo Stoccarda. Termina la sua prima stagione a Roma con 37 presenze complessive e 2 gol.
Poco prima di giocare gli Europei 2016 con la propria nazionale in allenamento si infortuna al legamento crociato anteriore del ginocchio destro e l'11 giugno viene di conseguenza operato. Il 22 ottobre 2016 torna a giocare una partita con la formazione giovanile Primavera segnando anche un gol. Conclude la sua seconda stagione con 35 presenze all'attivo, di cui molte da terzino destro.

#### Chelsea

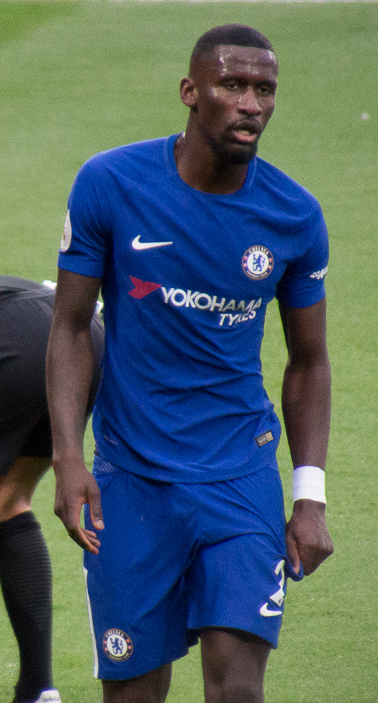
Rüdiger con la maglia del nel 2017.

Il 9 luglio 2017 viene acquistato per 35 milioni più 4 di bonus dal Chelsea, con cui firma un contratto di cinque anni. Debutta con i Blues il 6 agosto successivo, disputando i minuti finali del match di Community Shield disputato contro l'Arsenal. Voluto dall'allenatore Antonio Conte, proprio con il tecnico italiano, il difensore tedesco non riesce a trovare una buona intesa, ma ciò nonostante riesce ad accumulare un elevato minutaggio stagionale, prendendo parte attivamente alla vittoria della FA Cup.
Sotto la gestione del successore di Conte, Maurizio Sarri, Rüdiger trova molta più confidenza tattica. Nella seconda stagione a Londra, Rüdiger diventa titolare nella formazione dei Blues, ed aggiunge al proprio palmarès l'Europa League, vinta a Baku contro l'Arsenal, pur non scendendo in campo durante la finale.
A fine stagione Sarri viene rimpiazzato da Frank Lampard; con Lampard è titolare nella prima stagione (nonostante alcuni infortuni ne abbiano limitato l'utilizzo), tanto che il 1º febbraio 2020, nella partita di campionato contro il Leicester City, realizza la prima doppietta in carriera, segnando entrambe le reti di testa sugli sviluppi di due calci da fermo. Tuttavia al secondo anno viene messo ai margini della rosa da Lampard, che dopo Natale torna sui suoi passi. Nel gennaio 2021 Lampard viene esonerato e il suo posto viene preso dal connazionale di Rüdiger Thomas Tuchel; con Tuchel Rüdiger torna a giocare da titolare, contribuendo alla rimonta in classifica dei blues con buone prestazioni e segnando un gol importante nel successo per 2-1 del 18 maggio contro il Leicester City, avversario nella lotta al piazzamento in Champions. A livello di Champions invece aiuta la squadra a raggiungere la finale. Il 29 maggio 2021 vince la sua prima Champions League giocando da titolare nella finale.
Con il contratto in scadenza al 30 giugno 2022, comunica la sua decisione di non voler proseguire la sua carriera con i Blues.

#### Real Madrid
Il 2 giugno firma un contratto quadriennale con il Real Madrid.
L'11 settembre 2022 segna il suo primo gol con la rete del 4-1 sconfiggendo il Maiorca. Vince la Supercoppa di Spagna, nella semifinale contro l'Atletico Madrid è autore di un autogol, tuttavia questo non pregiudica il risultato, inoltre Rüdiger segna una rete, e la squadra vince per 5-3 ai tempi supplementari. Nella UEFA Champions League 2023-2024, ai quarti di finale contro il Manchester City pareggia per 1-1 e ai rigori vince il Real Madrid, Rüdiger segna dal dischetto il gol del definitivo 4-3. Nella stagione 2023-2024 vince sia il campionato spagnolo che la Champions League.
Nella finale della Coppa del Re 2024-2025, Rudiger, che era in panchina, ha lanciato una bottiglia in direzione dell'arbitro, è stato espulso e sospeso per sei partite per la Federazione calcistica della Spagna. La rivista sportiva Don Balón ha riferito che Rudiger ha causato nervosismo anche in allenamento, con Jude Bellingham e Kylian Mbappé tra i giocatori infastiditi dalle sue entrate dure, ritenendole “completamente inutili”. Il 21 giugno 2025, durante la Coppa del mondo per club FIFA, Rudiger ha affermato di essere stato vittima di razzismo da parte del giocatore messicano Gustavo Cabral del Pachuca.

### Nazionale
A partire dal 2010 ha giocato diverse partite amichevoli con le varie nazionali giovanili tedesche, si è messo in mostra nell'Under-18 giocando varie amichevoli, segna un gol nella vittoria per 7-0 contro Israele, inoltre riesce a siglare delle reti anche contro l'Ucraina e gli Stati Uniti vincendo entrambe le partite per 2-1, nel 2011 gioca un'altra amichevole battendo la Francia, Rüdiger segna il gol del 3-2; continua la sua esperienza nelle giovanili fino all'Under-21, con cui nel 2012 ha giocato 3 partite amichevoli.
Il 21 maggio 2013 è stato inserito nella lista dei convocati per il campionato europeo Under-21 al posto dell'infortunato Jan Kirchhoff.
Il 13 maggio 2014 ha esordito con la nazionale maggiore, in una partita amichevole contro la Polonia. Convocato per gli Europei 2016 in Francia, non può parteciparvi per infortunio e viene sostituito da Jonathan Tah. Viene convocato per la FIFA Confederations Cup 2017, torneo che vince giocando anche la finale vittoriosa contro il Cile per 1-0. L'8 ottobre 2017 realizza la sua prima rete in nazionale in occasione del successo per 5-1 contro l'Azerbaigian.
Convocato per i Mondiali 2018, gioca soltanto una delle 3 partite dei tedeschi (ovvero quella vinta per 2-1 contro la Svezia) eliminati al primo turno.
Il 19 maggio 2021 invece viene convocato per gli Europei.

## Statistiche

### Presenze e reti nei club
Statistiche aggiornate al 9 luglio 2025.
| Stagione           | Squadra            | Campionato         | Campionato | Campionato | Coppe nazionali | Coppe nazionali | Coppe nazionali | Coppe continentali | Coppe continentali | Coppe continentali | Altre coppe   | Altre coppe | Altre coppe | Totale | Totale |
| Stagione           | Squadra            | Comp               | Pres       | Reti       | Comp            | Pres            | Reti            | Comp               | Pres               | Reti               | Comp          | Pres        | Reti        | Pres   | Reti   |
| ------------------ | ------------------ | ------------------ | ---------- | ---------- | --------------- | --------------- | --------------- | ------------------ | ------------------ | ------------------ | ------------- | ----------- | ----------- | ------ | ------ |
| 2011-2012          | Stoccarda          | BL                 | 1          | 0          | CG              | 0               | 0               | -                  | -                  | -                  | -             | -           | -           | 1      | 0      |
| 2012-2013          | Stoccarda          | BL                 | 16         | 0          | CG              | 4               | 0               | UEL                | 4                  | 0                  | -             | -           | -           | 24     | 0      |
| 2013-2014          | Stoccarda          | BL                 | 30         | 2          | CG              | 1               | 0               | UEL                | 4                  | 0                  | -             | -           | -           | 35     | 2      |
| 2014-2015          | Stoccarda          | BL                 | 19         | 0          | CG              | 1               | 0               | -                  | -                  | -                  | -             | -           | -           | 20     | 0      |
| Totale Stoccarda   | Totale Stoccarda   | Totale Stoccarda   | 66         | 2          |                 | 6               | 0               |                    | 8                  | 0                  |               | -           | -           | 80     | 2      |
| 2015-2016          | Roma               | A                  | 30         | 2          | CI              | 1               | 0               | UCL                | 6                  | 0                  | -             | -           | -           | 37     | 2      |
| 2016-2017          | Roma               | A                  | 26         | 0          | CI              | 4               | 0               | UCL+UEL            | 0+5                | 0                  | -             | -           | -           | 35     | 0      |
| Totale Roma        | Totale Roma        | Totale Roma        | 56         | 2          |                 | 5               | 0               |                    | 11                 | 0                  |               | -           | -           | 72     | 2      |
| 2017-2018          | Chelsea            | PL                 | 27         | 2          | FACup+CdL       | 6+5             | 0+1             | UCL                | 6                  | 0                  | CS            | 1           | 0           | 45     | 3      |
| 2018-2019          | Chelsea            | PL                 | 33         | 1          | FACup+CdL       | 2+4             | 0               | UEL                | 4                  | 0                  | CS            | 1           | 0           | 44     | 1      |
| 2019-2020          | Chelsea            | PL                 | 20         | 2          | FACup+CdL       | 4+0             | 0               | UCL                | 2                  | 0                  | SU            | 0           | 0           | 26     | 2      |
| 2020-2021          | Chelsea            | PL                 | 19         | 1          | FACup+CdL       | 4+0             | 0               | UCL                | 11                 | 0                  | -             | -           | -           | 34     | 1      |
| 2021-2022          | Chelsea            | PL                 | 34         | 3          | FACup+CdL       | 5+3             | 0+1             | UCL                | 9                  | 1                  | SU+Cmc        | 1+2         | 0           | 54     | 5      |
| Totale Chelsea     | Totale Chelsea     | Totale Chelsea     | 133        | 9          |                 | 33              | 2               |                    | 32                 | 1                  |               | 5           | 0           | 203    | 12     |
| 2022-2023          | Real Madrid        | PD                 | 33         | 1          | CR              | 5               | 0               | UCL                | 10                 | 1                  | SS+SU+Cmc     | 2+1+2       | 0           | 53     | 2      |
| 2023-2024          | Real Madrid        | PD                 | 33         | 1          | CR              | 1               | 0               | UCL                | 12                 | 0                  | SS            | 2           | 1           | 48     | 2      |
| 2024-2025          | Real Madrid        | PD                 | 29         | 0          | CR              | 4               | 1               | UCL                | 13                 | 2                  | SU+SS+Cmc+CiF | 1+2+5+1     | 0           | 55     | 3      |
| Totale Real Madrid | Totale Real Madrid | Totale Real Madrid | 96         | 2          |                 | 10              | 1               |                    | 35                 | 3                  |               | 16          | 1           | 156    | 7      |
| Totale carriera    | Totale carriera    | Totale carriera    | 351        | 15         |                 | 54              | 3               |                    | 86                 | 4                  |               | 21          | 1           | 511    | 23     |

### Cronologia presenze e reti in nazionale
| Cronologia completa delle presenze e delle reti in nazionale ― Germania | Cronologia completa delle presenze e delle reti in nazionale ― Germania | Cronologia completa delle presenze e delle reti in nazionale ― Germania | Cronologia completa delle presenze e delle reti in nazionale ― Germania | Cronologia completa delle presenze e delle reti in nazionale ― Germania | Cronologia completa delle presenze e delle reti in nazionale ― Germania | Cronologia completa delle presenze e delle reti in nazionale ― Germania | Cronologia completa delle presenze e delle reti in nazionale ― Germania |
| Data                                                                    | Città                                                                   | In casa                                                                 | Risultato                                                               | Ospiti                                                                  | Competizione                                                            | Reti                                                                    | Note                                                                    |
| ----------------------------------------------------------------------- | ----------------------------------------------------------------------- | ----------------------------------------------------------------------- | ----------------------------------------------------------------------- | ----------------------------------------------------------------------- | ----------------------------------------------------------------------- | ----------------------------------------------------------------------- | ----------------------------------------------------------------------- |
| 13-5-2014                                                               | Amburgo                                                                 | Germania                                                                | 0 – 0                                                                   | Polonia                                                                 | Amichevole                                                              | -                                                                       | 46’                                                                     |
| 3-9-2014                                                                | Düsseldorf                                                              | Germania                                                                | 2 – 4                                                                   | Argentina                                                               | Amichevole                                                              | -                                                                       | 77’                                                                     |
| 11-10-2014                                                              | Varsavia                                                                | Polonia                                                                 | 2 – 0                                                                   | Germania                                                                | Qual. Euro 2016                                                         | -                                                                       | 83’                                                                     |
| 14-10-2014                                                              | Gelsenkirchen                                                           | Germania                                                                | 1 – 1                                                                   | Irlanda                                                                 | Qual. Euro 2016                                                         | -                                                                       |                                                                         |
| 18-11-2014                                                              | Vigo                                                                    | Spagna                                                                  | 0 – 1                                                                   | Germania                                                                | Amichevole                                                              | -                                                                       |                                                                         |
| 10-6-2015                                                               | Colonia                                                                 | Germania                                                                | 1 – 2                                                                   | Stati Uniti                                                             | Amichevole                                                              | -                                                                       |                                                                         |
| 13-11-2015                                                              | Saint-Denis                                                             | Francia                                                                 | 2 – 0                                                                   | Germania                                                                | Amichevole                                                              | -                                                                       |                                                                         |
| 26-3-2016                                                               | Berlino                                                                 | Germania                                                                | 2 – 3                                                                   | Inghilterra                                                             | Amichevole                                                              | -                                                                       |                                                                         |
| 29-3-2016                                                               | Monaco di Baviera                                                       | Germania                                                                | 4 – 1                                                                   | Italia                                                                  | Amichevole                                                              | -                                                                       |                                                                         |
| 29-5-2016                                                               | Augusta                                                                 | Germania                                                                | 1 – 3                                                                   | Slovacchia                                                              | Amichevole                                                              | -                                                                       |                                                                         |
| 4-6-2016                                                                | Gelsenkirchen                                                           | Germania                                                                | 2 – 0                                                                   | Ungheria                                                                | Amichevole                                                              | -                                                                       |                                                                         |
| 22-3-2017                                                               | Dortmund                                                                | Germania                                                                | 1 – 0                                                                   | Inghilterra                                                             | Amichevole                                                              | -                                                                       |                                                                         |
| 6-6-2017                                                                | Brøndby                                                                 | Danimarca                                                               | 1 – 1                                                                   | Germania                                                                | Amichevole                                                              | -                                                                       |                                                                         |
| 19-6-2017                                                               | Soči                                                                    | Australia                                                               | 2 – 3                                                                   | Germania                                                                | Conf. Cup 2017 - 1º turno                                               | -                                                                       |                                                                         |
| 25-6-2017                                                               | Soči                                                                    | Germania                                                                | 3 – 1                                                                   | Camerun                                                                 | Conf. Cup 2017 - 1º turno                                               | -                                                                       |                                                                         |
| 29-6-2017                                                               | Soči                                                                    | Germania                                                                | 4 – 1                                                                   | Messico                                                                 | Conf. Cup 2017 - Semifinale                                             | -                                                                       |                                                                         |
| 2-7-2017                                                                | San Pietroburgo                                                         | Cile                                                                    | 0 – 1                                                                   | Germania                                                                | Conf. Cup 2017 - Finale                                                 | -                                                                       |                                                                         |
| 1-9-2017                                                                | Praga                                                                   | Rep. Ceca                                                               | 1 – 2                                                                   | Germania                                                                | Qual. Mondiali 2018                                                     | -                                                                       | 61’                                                                     |
| 4-9-2017                                                                | Berlino                                                                 | Germania                                                                | 6 – 0                                                                   | Norvegia                                                                | Qual. Mondiali 2018                                                     | -                                                                       |                                                                         |
| 8-10-2017                                                               | Kaiserslautern                                                          | Germania                                                                | 5 – 1                                                                   | Azerbaigian                                                             | Qual. Mondiali 2018                                                     | 1                                                                       | 22’                                                                     |
| 10-11-2017                                                              | Londra                                                                  | Inghilterra                                                             | 0 – 0                                                                   | Germania                                                                | Amichevole                                                              | -                                                                       |                                                                         |
| 14-11-2017                                                              | Colonia                                                                 | Germania                                                                | 2 – 2                                                                   | Francia                                                                 | Amichevole                                                              | -                                                                       | 46’                                                                     |
| 27-3-2018                                                               | Berlino                                                                 | Germania                                                                | 0 – 1                                                                   | Brasile                                                                 | Amichevole                                                              | -                                                                       |                                                                         |
| 2-6-2018                                                                | Klagenfurt                                                              | Austria                                                                 | 2 – 1                                                                   | Germania                                                                | Amichevole                                                              | -                                                                       |                                                                         |
| 23-6-2018                                                               | Soči                                                                    | Germania                                                                | 2 – 1                                                                   | Svezia                                                                  | Mondiali 2018 - 1º turno                                                | -                                                                       |                                                                         |
| 6-9-2018                                                                | Monaco di Baviera                                                       | Germania                                                                | 0 – 0                                                                   | Francia                                                                 | UEFA Nations League 2018-2019 - 1º turno                                | -                                                                       | 88’                                                                     |
| 9-9-2018                                                                | Sinsheim                                                                | Germania                                                                | 2 – 1                                                                   | Perù                                                                    | Amichevole                                                              | -                                                                       | 46’                                                                     |
| 15-11-2018                                                              | Lipsia                                                                  | Germania                                                                | 3 – 0                                                                   | Russia                                                                  | Amichevole                                                              | -                                                                       | 61’                                                                     |
| 19-11-2018                                                              | Gelsenkirchen                                                           | Germania                                                                | 2 – 2                                                                   | Paesi Bassi                                                             | UEFA Nations League 2018-2019 - 1º turno                                | -                                                                       |                                                                         |
| 24-3-2019                                                               | Amsterdam                                                               | Paesi Bassi                                                             | 2 – 3                                                                   | Germania                                                                | Qual. Euro 2020                                                         | -                                                                       |                                                                         |
| 3-9-2020                                                                | Stoccarda                                                               | Germania                                                                | 1 – 1                                                                   | Spagna                                                                  | UEFA Nations League 2020-2021 - 1º turno                                | -                                                                       |                                                                         |
| 6-9-2020                                                                | Basilea                                                                 | Svizzera                                                                | 1 – 1                                                                   | Germania                                                                | UEFA Nations League 2020-2021 - 1º turno                                | -                                                                       |                                                                         |
| 7-10-2020                                                               | Colonia                                                                 | Germania                                                                | 3 – 3                                                                   | Turchia                                                                 | Amichevole                                                              | -                                                                       | 18’ 59’                                                                 |
| 10-10-2020                                                              | Kiev                                                                    | Ucraina                                                                 | 1 – 2                                                                   | Germania                                                                | UEFA Nations League 2020-2021 - 1º turno                                | -                                                                       |                                                                         |
| 13-10-2020                                                              | Colonia                                                                 | Germania                                                                | 3 – 3                                                                   | Svizzera                                                                | UEFA Nations League 2020-2021 - 1º turno                                | -                                                                       | 90+5’                                                                   |
| 11-11-2020                                                              | Berlino                                                                 | Germania                                                                | 1 – 0                                                                   | Rep. Ceca                                                               | Amichevole                                                              | -                                                                       |                                                                         |
| 14-11-2020                                                              | Lipsia                                                                  | Germania                                                                | 3 – 1                                                                   | Ucraina                                                                 | UEFA Nations League 2020-2021 - 1º turno                                | -                                                                       | 29’                                                                     |
| 25-3-2021                                                               | Duisburg                                                                | Germania                                                                | 3 – 0                                                                   | Islanda                                                                 | Qual. Mondiali 2022                                                     | -                                                                       |                                                                         |
| 28-3-2021                                                               | Bucarest                                                                | Romania                                                                 | 0 – 1                                                                   | Germania                                                                | Qual. Mondiali 2022                                                     | -                                                                       |                                                                         |
| 31-3-2021                                                               | Duisburg                                                                | Germania                                                                | 1 – 2                                                                   | Macedonia del Nord                                                      | Qual. Mondiali 2022                                                     | -                                                                       | 37’                                                                     |
| 7-6-2021                                                                | Düsseldorf                                                              | Germania                                                                | 7 – 1                                                                   | Lettonia                                                                | Amichevole                                                              | -                                                                       |                                                                         |
| 15-6-2021                                                               | Monaco di Baviera                                                       | Francia                                                                 | 1 – 0                                                                   | Germania                                                                | Euro 2020 - 1º turno                                                    | -                                                                       |                                                                         |
| 19-6-2021                                                               | Monaco di Baviera                                                       | Portogallo                                                              | 2 – 4                                                                   | Germania                                                                | Euro 2020 - 1º turno                                                    | -                                                                       |                                                                         |
| 23-6-2021                                                               | Monaco di Baviera                                                       | Germania                                                                | 2 – 2                                                                   | Ungheria                                                                | Euro 2020 - 1º turno                                                    | -                                                                       |                                                                         |
| 29-6-2021                                                               | Londra                                                                  | Inghilterra                                                             | 2 – 0                                                                   | Germania                                                                | Euro 2020 - Ottavi di finale                                            | -                                                                       |                                                                         |
| 5-9-2021                                                                | Stoccarda                                                               | Germania                                                                | 6 – 0                                                                   | Armenia                                                                 | Qual. Mondiali 2022                                                     | -                                                                       |                                                                         |
| 8-9-2021                                                                | Reykjavík                                                               | Islanda                                                                 | 0 – 4                                                                   | Germania                                                                | Qual. Mondiali 2022                                                     | 1                                                                       |                                                                         |
| 8-10-2021                                                               | Amburgo                                                                 | Germania                                                                | 2 – 1                                                                   | Romania                                                                 | Qual. Mondiali 2022                                                     | -                                                                       |                                                                         |
| 11-11-2021                                                              | Wolfsburg                                                               | Germania                                                                | 9 – 0                                                                   | Liechtenstein                                                           | Qual. Mondiali 2022                                                     | -                                                                       | 39’                                                                     |
| 29-3-2022                                                               | Amsterdam                                                               | Paesi Bassi                                                             | 1 – 1                                                                   | Germania                                                                | Amichevole                                                              | -                                                                       |                                                                         |
| 4-6-2022                                                                | Bologna                                                                 | Italia                                                                  | 1 – 1                                                                   | Germania                                                                | UEFA Nations League 2022-2023 - 1º turno                                | -                                                                       |                                                                         |
| 7-6-2022                                                                | Monaco di Baviera                                                       | Germania                                                                | 1 – 1                                                                   | Inghilterra                                                             | UEFA Nations League 2022-2023 - 1º turno                                | -                                                                       |                                                                         |
| 14-6-2022                                                               | Mönchengladbach                                                         | Germania                                                                | 5 – 2                                                                   | Italia                                                                  | UEFA Nations League 2022-2023 - 1º turno                                | -                                                                       | 61’                                                                     |
| 23-9-2022                                                               | Lipsia                                                                  | Germania                                                                | 0 – 1                                                                   | Ungheria                                                                | UEFA Nations League 2022-2023 - 1º turno                                | -                                                                       | 90’                                                                     |
| 23-11-2022                                                              | Al Rayyan                                                               | Germania                                                                | 1 – 2                                                                   | Giappone                                                                | Mondiali 2022 - 1º turno                                                | -                                                                       |                                                                         |
| 27-11-2022                                                              | Al Khor                                                                 | Spagna                                                                  | 1 – 1                                                                   | Germania                                                                | Mondiali 2022 - 1º turno                                                | -                                                                       |                                                                         |
| 1-12-2022                                                               | Al Khor                                                                 | Costa Rica                                                              | 2 – 4                                                                   | Germania                                                                | Mondiali 2022 - 1º turno                                                | -                                                                       |                                                                         |
| 12-6-2023                                                               | Brema                                                                   | Germania                                                                | 3 – 3                                                                   | Ucraina                                                                 | Amichevole                                                              | -                                                                       |                                                                         |
| 16-6-2023                                                               | Varsavia                                                                | Polonia                                                                 | 1 – 0                                                                   | Germania                                                                | Amichevole                                                              | -                                                                       |                                                                         |
| 20-6-2023                                                               | Gelsenkirchen                                                           | Germania                                                                | 0 – 2                                                                   | Colombia                                                                | Amichevole                                                              | -                                                                       |                                                                         |
| 9-9-2023                                                                | Wolfsburg                                                               | Germania                                                                | 1 – 4                                                                   | Giappone                                                                | Amichevole                                                              | -                                                                       |                                                                         |
| 12-9-2023                                                               | Dortmund                                                                | Germania                                                                | 2 – 1                                                                   | Francia                                                                 | Amichevole                                                              | -                                                                       | 55’                                                                     |
| 14-10-2023                                                              | East Hartford                                                           | Stati Uniti                                                             | 1 – 3                                                                   | Germania                                                                | Amichevole                                                              | -                                                                       |                                                                         |
| 17-10-2023                                                              | Filadelfia                                                              | Messico                                                                 | 2 – 2                                                                   | Germania                                                                | Amichevole                                                              | 1                                                                       |                                                                         |
| 18-11-2023                                                              | Berlino                                                                 | Germania                                                                | 2 – 3                                                                   | Turchia                                                                 | Amichevole                                                              | -                                                                       |                                                                         |
| 21-11-2023                                                              | Vienna                                                                  | Austria                                                                 | 2 – 0                                                                   | Germania                                                                | Amichevole                                                              | -                                                                       |                                                                         |
| 23-3-2024                                                               | Lione                                                                   | Francia                                                                 | 0 – 2                                                                   | Germania                                                                | Amichevole                                                              | -                                                                       |                                                                         |
| 26-3-2024                                                               | Francoforte sul Meno                                                    | Germania                                                                | 2 – 1                                                                   | Paesi Bassi                                                             | Amichevole                                                              | -                                                                       |                                                                         |
| 7-6-2024                                                                | Mönchengladbach                                                         | Germania                                                                | 2 – 1                                                                   | Grecia                                                                  | Amichevole                                                              | -                                                                       | 69’                                                                     |
| 14-6-2024                                                               | Monaco di Baviera                                                       | Germania                                                                | 5 – 1                                                                   | Scozia                                                                  | Euro 2024 - 1º turno                                                    | -                                                                       |                                                                         |
| 19-6-2024                                                               | Stoccarda                                                               | Germania                                                                | 2 – 0                                                                   | Ungheria                                                                | Euro 2024 - 1º turno                                                    | -                                                                       | 27’                                                                     |
| 23-6-2024                                                               | Francoforte sul Meno                                                    | Svizzera                                                                | 1 – 1                                                                   | Germania                                                                | Euro 2024 - 1º turno                                                    | -                                                                       |                                                                         |
| 29-6-2024                                                               | Dortmund                                                                | Germania                                                                | 2 – 0                                                                   | Danimarca                                                               | Euro 2024 - Ottavi di finale                                            | -                                                                       |                                                                         |
| 5-7-2024                                                                | Stoccarda                                                               | Spagna                                                                  | 2 – 1 dts                                                               | Germania                                                                | Euro 2024 - Quarti di finale                                            | -                                                                       | 13’                                                                     |
| 11-10-2024                                                              | Zenica                                                                  | Bosnia ed Erzegovina                                                    | 1 – 2                                                                   | Germania                                                                | UEFA Nations League 2024-2025 - 1º turno                                | -                                                                       |                                                                         |
| 14-10-2024                                                              | Monaco di Baviera                                                       | Germania                                                                | 1 – 0                                                                   | Paesi Bassi                                                             | UEFA Nations League 2024-2025 - 1º turno                                | -                                                                       | 63’                                                                     |
| 16-11-2024                                                              | Friburgo in Brisgovia                                                   | Germania                                                                | 7 – 0                                                                   | Bosnia ed Erzegovina                                                    | UEFA Nations League 2024-2025 - 1º turno                                | -                                                                       |                                                                         |
| 20-3-2025                                                               | Milano                                                                  | Italia                                                                  | 1 – 2                                                                   | Germania                                                                | UEFA Nations League 2024-2025 - Quarti di finale                        | -                                                                       |                                                                         |
| 23-3-2025                                                               | Dortmund                                                                | Germania                                                                | 3 – 3                                                                   | Italia                                                                  | UEFA Nations League 2024-2025 - Quarti di finale                        | -                                                                       | 77’                                                                     |
| Totale                                                                  |                                                                         | Presenze                                                                | 79                                                                      |                                                                         | Reti                                                                    | 3                                                                       |                                                                         |

## Palmarès

### Club

#### Competizioni nazionali
- Coppa d'Inghilterra: 1

Chelsea: 2017-2018
- Coppa di Spagna: 1

Real Madrid: 2022-2023
- Supercoppa di Spagna: 1

Real Madrid: 2024
- Campionato spagnolo: 1

Real Madrid: 2023-2024

#### Competizioni internazionali
- UEFA Europa League: 1

Chelsea: 2018-2019
- UEFA Champions League: 2

Chelsea: 2020-2021
Real Madrid: 2023-2024
- Supercoppa UEFA: 3

Chelsea: 2021
Real Madrid: 2022, 2024
- Coppa del mondo per club: 2

Chelsea: 2021
Real Madrid: 2022
- Coppa Intercontinentale FIFA: 1  (record)

Real Madrid: 2024

### Nazionale
- Confederations Cup: 1

Russia 2017

### Individuale
- Fritz-Walter-Medaille: 1

2012 (Under-19)
- Squadra della stagione della UEFA Champions League: 3

2020-2021, 2021-2022, 2023-2024
- Squadra dell'anno PFA: 1

2021-2022
- FIFPro World XI: 1

2024
- Squadra dell'anno IFFHS: 1

2024